# Sara Kolak
Sara Kolak (Ludbreg, 22 giugno 1995) è una giavellottista croata, campionessa olimpica a Rio 2016 e primatista nazionale della specialità.
In carriera vanta anche una medaglia di bronzo agli Europei di Amsterdam 2016.

## Biografia
È figlia di Aleksandra Kolak, giocatrice professionista di pallamano.

## Palmarès
| Anno | Manifestazione    | Sede           | Evento                 | Risultato      | Prestazione | Note             |
| ---- | ----------------- | -------------- | ---------------------- | -------------- | ----------- | ---------------- |
| 2012 | Mondiali juniores | Barcellona     | Lancio del giavellotto | 23º (q)        | 48,15 m     |                  |
| 2013 | Europei juniores  | Rieti          | Lancio del giavellotto | Bronzo         | 57,79 m     | Record nazionale |
| 2014 | Mondiali juniores | Eugene         | Lancio del giavellotto | Bronzo         | 55,74 m     |                  |
| 2014 | Europei           | Zurigo         | Lancio del giavellotto | 21º (q)        | 52,51 m     |                  |
| 2016 | Europei           | Amsterdam      | Lancio del giavellotto | Bronzo         | 63,50 m     | Record nazionale |
| 2016 | Giochi olimpici   | Rio de Janeiro | Lancio del giavellotto | Oro            | 66,18 m     | Record nazionale |
| 2017 | Europei under 23  | Bydgoszcz      | Lancio del giavellotto | Oro            | 65,21 m     |                  |
| 2017 | Mondiali          | Londra         | Lancio del giavellotto | 4º             | 64,95 m     |                  |
| 2019 | Mondiali          | Doha           | Lancio del giavellotto | 7ª             | 62,28 m     |                  |
| 2021 | Giochi olimpici   | Tokyo          | Lancio del giavellotto | Qualificazione | nm          |                  |
| 2022 | Mondiali          | Eugene         | Lancio del giavellotto | Qualificazione | nm          |                  |
| 2022 | Europei           | Monaco         | Lancio del giavellotto | 14ª (q)        | 57,31 m     |                  |
| 2023 | Mondiali          | Budapest       | Lancio del giavellotto | 23ª (q)        | 55,89 m     |                  |
| 2024 | Europei           | Roma           | Lancio del giavellotto | 11ª            | 55,90 m     |                  |
| 2024 | Giochi olimpici   | Parigi         | Lancio del giavellotto | 4ª             | 63,40 m     |                  |